# オレシャ・ジキナ
オレシャ・ジキナ （Olesya Nikolaevna Zykina、ロシア語: Олеся Николаевна Зыкина、1980年10月7日 - ）は、ロシアの陸上競技選手。2004年アテネオリンピック女子4×400 mリレーの銀メダリストである。

## 経歴
ジキナは、1998年の世界ジュニア選手権の100mで8位に終わったものの、4×400mリレーではロシアチームの一員として銀メダルを獲得。2000年シドニーオリンピックでは4×400mリレーの選手として、予選のみの出場であったが、ロシアの決勝に進出に貢献。ロシアは銅メダルを獲得した。
2001年は室内世界選手権の400mで3位、4×400mリレーで優勝し好結果を残す。夏の世界選手権でも、400mは6位だったものの、4×400mリレーでは銅メダルを獲得した。2002年のヨーロッパ選手権では400mで、50秒45で、2位のドイツのグリット・ブロイアーらを抑え、個人種目ではじめてのビッグタイトルを獲得。4×400mリレーでは、ブロイヤーとのアンカー対決となったが、ブロイヤーを追い抜くことができず銀メダルに終わった。2003年の世界選手権では400mで6位、4×400mリレーでも銀メダルを獲得し2年前を上回る成績を残した。
2004年アテネオリンピックでは4×400mリレーに出場。決勝ではオレシャ・クラスノモベツ、ナタリア・ナザロワ、ナタリア・アントユフそしてジキナのメンバーで、アメリカについで銀メダルを獲得した。2005年の世界選手権では400mで3大会連続となる6位。4×400mリレーは予選のみの出場でロシアの決勝進出と金メダル獲得に貢献した。

## 自己ベスト
- 100m - 11秒84 (1998年)
- 200m - 22秒55 (2005年)
- 400m - 50秒15 (2001年)

## 主な実績
| 年   | 大会                     | 場所                       | 種目         | 結果 | 記録      |
| ---- | ------------------------ | -------------------------- | ------------ | ---- | --------- |
| 1998 | 世界ジュニア陸上選手権   | アヌシー（フランス）       | 4×400mリレー | 2位  | 3分32秒35 |
| 2001 | 世界室内陸上選手権       | リスボン（ポルトガル）     | 400m         | 3位  | 51秒71    |
| 2001 | 世界室内陸上選手権       | リスボン（ポルトガル）     | 4×400mリレー | 1位  | 3分30秒00 |
| 2001 | 世界陸上選手権           | エドモントン（カナダ）     | 400m         | 6位  | 50秒93    |
| 2001 | 世界陸上選手権           | エドモントン（カナダ）     | 4×400mリレー | 3位  | 3分24秒92 |
| 2002 | ヨーロッパ陸上選手権     | ミュンヘン（ドイツ）       | 400m         | 1位  | 50秒45    |
| 2002 | ヨーロッパ陸上選手権     | ミュンヘン（ドイツ）       | 4×400mリレー | 2位  | 3分25秒59 |
| 2002 | IAAFワールドカップ       | マドリッド（スペイン）     | 400m         | 3位  | 50秒67    |
| 2003 | 世界室内陸上選手権       | バーミンガム（イギリス）   | 4×400mリレー | 1位  | 3分28秒45 |
| 2003 | 世界陸上選手権           | パリ（フランス）           | 400m         | 6位  | 50秒59    |
| 2003 | 世界陸上選手権           | パリ（フランス）           | 4×400mリレー | 2位  | 3分22秒91 |
| 2004 | オリンピック             | アテネ（ギリシャ）         | 4×400mリレー | 2位  | 3分20秒16 |
| 2005 | 世界陸上選手権           | ヘルシンキ（フィンランド） | 400m         | 6位  | 51秒24    |
| 2007 | ヨーロッパ室内陸上選手権 | バーミンガム（イギリス）   | 400m         | 3位  | 51秒69    |
| 2008 | 世界室内陸上選手権       | バレンシア（スペイン）     | 400m         | 1位  | 51秒09    |